# Jens Evensen

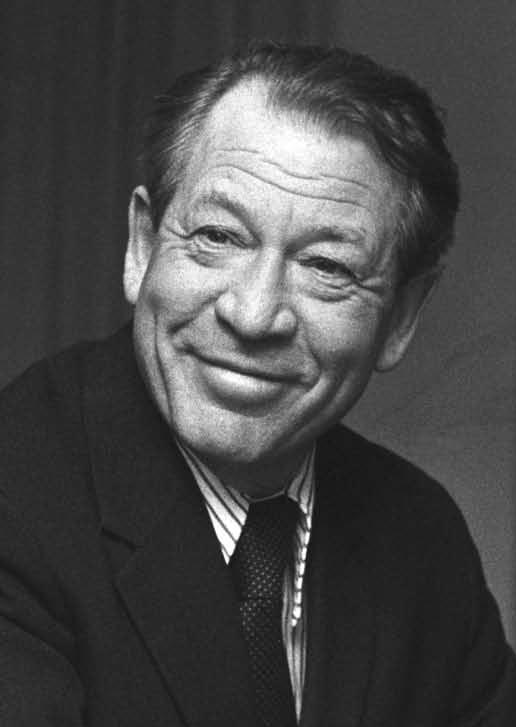
Jens Evensen, 1974

Jens Ingebret Evensen (* 5. November 1917 in Kristiania; † 15. Februar 2004 in Asker) war ein norwegischer Jurist, Diplomat und Politiker der Arbeiderpartiet. Er wirkte von 1973 bis 1978 in der norwegischen Regierung zunächst als Handelsminister sowie später als Minister ohne Geschäftsbereich mit Zuständigkeit für das Sekretariat für Seerecht, und gehörte von 1985 bis 1994 als Richter dem Internationalen Gerichtshof an. Seine Aktivitäten trugen wesentlich zur völkerrechtlichen Regelung des norwegischen Zugangs zu Meeresressourcen und damit zur Entstehung der Ölindustrie des Landes bei.

## Leben
Jens Evensen wurde 1917 in Kristiania, dem heutigen Oslo, in einer Arbeiterfamilie geboren. Er absolvierte ein Studium der Rechtswissenschaften an der Universität Oslo, das er 1942 abschloss. Nach dem Ende des Zweiten Weltkrieges ging er 1947 zu weiteren Studien in die Vereinigten Staaten an die University of Minnesota und die Columbia University. Von 1952 bis 1953 studierte er mit einem Rockefeller-Stipendium an der Harvard University, an der er auch promovierte.
Von 1945 bis 1973 wirkte er als Dozent an der juristischen Fakultät der Universität Oslo. Darüber hinaus war er im norwegischen Außenministerium tätig und hatte dort von 1961 bis 1973 den Posten des Generaldirektors der Rechtsabteilung inne, darüber hinaus war er bis 1985 auch Botschafter und Rechtsbeistand des Ministeriums. In diesen Funktionen vertrat er sein Heimatland unter anderem von 1949 bis 1951 und von 1955 bis 1957 in zwei Fällen vor dem Internationalen Gerichtshof in Den Haag sowie bei den Verhandlungen mit den Europäischen Gemeinschaften über ein 1972 abgeschlossenes Handelsabkommen. In der norwegischen Regierung wirkte er von 1973 bis 1974 als Handelsminister sowie von 1974 bis 1978 unter den Ministerpräsidenten Trygve Bratteli und Odvar Nordli als Minister ohne Geschäftsbereich mit Zuständigkeit für das dem Außenministerium unterstehende Sekretariat für Seerecht.
Von 1973 bis 1982 war er Leiter der norwegischen Delegation zur dritten Seerechtskonferenz der Vereinten Nationen (UN) und einer der Vizepräsidenten der Konferenz. Darüber hinaus leitete er die Delegation seines Heimatlandes beim UN-Komitee zur friedlichen Nutzung des Ozeanbodens und war von 1968 bis 1973 Vizevorsitzender des Komitees. Von 1979 bis 1984 gehörte er der UN-Völkerrechtskommission an. Im Jahr 1978 wurde er Mitglied des Ständigen Schiedshofs in Den Haag. Zwischen 1978 und 1982 wirkte er in einem Fall als Ad-hoc-Richter am Internationalen Gerichtshof, an den er zusammen mit dem Chinesen Ni Zhengyu im November 1984 auch als regulärer Richter gewählt wurde und von 1985 bis 1994 für eine turnusmäßige Amtszeit von neun Jahren tätig war.
Jens Evensen war verheiratet und Vater von zwei Söhnen. Er starb 2004 in Asker.

## Wirken
Zu den Schwerpunkten der Aktivitäten von Jens Evensen zählten neben dem Seerecht, in welchem er unter anderem zur Entstehung des juristischen Konzepts der Ausschließlichen Wirtschaftszonen (200-Meilen-Zone) beitrug, die Bereiche Abrüstung und internationales Telekommunikationsrecht. In den Jahren 1965 und 1986 wirkte er als Dozent an der Haager Akademie für Völkerrecht. Sein juristisches, politisches und diplomatisches Wirken gilt als mitentscheidend für die völkerrechtliche Regelung von Norwegens Zugang zu Meeresressourcen im Bereich der Ölförderung und der Fischerei, und damit für den Aufbau der norwegischen Ölindustrie sowie den damit verbundenen Wohlstand des Landes.

## Auszeichnungen
Jens Evensen gehörte ab 1971 dem Institut de Droit international an und war Kommandeur des norwegischen Sankt-Olav-Ordens.

## Werke (Auswahl)
- Aspects of International Law Relating to Modern Radio Communications. Reihe: Collected Courses of the Hague Academy of International Law. Band 115. Den Haag 1965
- Working Methods and Procedures in the Third United Nations Conference on the Law of the Sea. Reihe: Collected Courses of the Hague Academy of International Law. Band 199. Den Haag 1987